# Robin Karlsson (maskör)
Alf Robin Karlsson, född 2 juli 1961 i Norrköpings Matteus församling, är en svensk maskör, perukdesigner och kostymdesigner. 
Karlsson arbetar eller har arbetat för Oscarsteatern, Kungliga Operan, Värmlandsoperan, Norrlandsoperan, Östgötateatern, Göta Lejon, Det Kongelige Teater i Köpenhamn och även SVT där han bland annat ansvarat för smink på Nobelfesten. Sedan tidigt 2000-tal driver han Arbisteatern i Norrköping som 2011 var på väg att rivas men som i sista stund räddades.
Robin Karlsson har även en programpunkt i SR P4 Morgon varje fredag som kallas Veckans Robin.